# Gilbert Amy
Gilbert Amy (* 29. August 1936 in Paris) ist ein französischer Komponist und Dirigent.

## Biografie
Amy studierte seit 1954 am Conservatoire de Paris, wo er Schüler von Simone Plé-Caussade, Henriette Puig-Roget, Darius Milhaud und Olivier Messiaen war und Klavier bei Yvonne Loriod studierte. 1957 lernte er Pierre Boulez kennen, der ihn mit der Komposition eines Stückes für das Orchestre du Domaine Musical beauftragte. Die Mouvements wurden von dem auf zeitgenössische Musik spezialisierten Ensemble 1958 in Darmstadt uraufgeführt.
Von 1958 bis 1961 war Amy Schüler von Karlheinz Stockhausen bei den Darmstädter Ferienkursen. Im folgenden Jahr begann mit einem Engagement beim Pariser Theater Odéon seine Karriere als Dirigent. 1967 folgte er Pierre Boulez als Leiter der Konzertreihe Domaine Musical nach, die er bis zu deren Ende im Jahr 1973 leitete. Daneben dirigierte er die großen französischen Sinfonieorchester und auch das BBC Symphony Orchestra, das Rundfunkorchester Hamburg, das Chicago Symphony Orchestra und das Orchestre de la Suisse Romande.
1976 gründete Amy das Nouvel orchestre philharmonique de Radio-France, das er bis 1981 leitete. Seit 1982 unterrichtete er Musikanalyse an der Yale University, und von 1984 bis 2000 war er Direktor des Conservatoire national supérieur de musique in Lyon. 1999 wurde seine Oper Le Premier Cercle an der Opéra National de Lyon uraufgeführt.
Als Komponist wurde er u. a. mit dem Grand Prix National de la Musique (1979), dem Grand Prix de SACEM (1983), dem Grand Prix Musical de la Ville de Paris (1986), dem Prix du Disque de l’Académie Charles-Cros und dem Prix de la Critique Musicale ausgezeichnet. Seit 2013 ist Amy als Nachfolger von Serge Nigg Mitglied der Académie des Beaux-Arts. 2003 wurde er zum assoziierten Mitglied der Königlichen Akademie der Wissenschaften und Schönen Künste von Belgien gewählt.

## Werke
- Variations für Flöte, Klarinette, Cello und Klavier, 1956
- Cantate brève für Sopran, Flöte, Vibraphon und Xylomarimba nach Gedichten von Federico García Lorca, 1957
- Oeil de fumée für Sopran und Orchester nach einem Gedicht von Louis Parrot, 1957
- Mouvements für Ensemble, 1958
- Sonate für Klavier, 1960
- Epigrammes für Klavier, 1961
- Variable  Inventions I et II für vier Instrumente, 1961
- Cuivres, fanfare anniversaire für zwei Trompeten und Posaunen, 1962
- Diaphonies für zwei Ensemble, 1962
- Alpha-Beth für Bläsersextett, 1964
- Cahiers d’épigrammes für Klavier, 1964
- Strophe für Sopran und Orchester nach einem Gedicht von René Char, 1965
- Cycle für Perkussionssextett, 1966
- Chant für großes Orchester, 1967
- Relais, 1967
- Trajectoires für Violine und Orchester, 1968
- Triade für Orchester, 1968
- Cette Etoile enseigne à s’incliner für Männerchor, zwei Klaviere, Instrumentalensemble und Tonband nach Dantes Göttlicher Komödie, 1970
- Récitatif, air et variation, 1970
- Transatlantiques Répons für Oboe, 1970
- ...D’un Désastre obscur für Mezzosopran und Klarinette, 1971
- Jeux et formes für Oboe und Instrumentalensemble, 1971
- D’un Espace déployé für lyrischen Sopran, zwei Klaviere und Orchester, 1972
- Refrains für Orchester, 1972
- Jeux für Oboenquartett, 1973
- Sonata Pian’e Forte für Sopran, Mezzosopran und drei Instrumentalgruppen, 1973
- Seven Sites, 1975
- Après ...d'un désastre obscur für Mezzosopran und kleines Ensemble, 1976
- Echos XIII für vier Solisten und Ensemble, 1976
- Sept Bagatelles für Orgel, 1977
- Trois Etudes für Flöte, 1977
- Adagio et stretto für Orchester, 1979
- Chin’Amin Cha’Anamin, 1979
- Une Saison en enfer für Sopran, Klavier, Schlagzeug und Tonband, 1980
- Quasi Scherzando für Cello, 1981
- Quasi une toccata für Gitarre, 1981
- Ecrits sur toiles für Sprecher und kleines Ensemble nach Briefen von Rainer Maria Rilke, 1983
- Missa cum jubilo für Vokalquartett, Kinderchor, gemischten Chor und Orchester, 1983
- D’Après «Ecrits sur toiles» für Kammerorchester, 1984
- La Variation ajoutée, für Ensemble und Tonband, 1984
- Trois Interludes für Violine und zwei Schlagzeuge, 1984
- Praeludium für Orchester, 1985
- En Trio für Klarinette, Violine und Klavier, 1986
- 5/16 für Flöte, 1986,
- Obliques I für Klavier, 1987
- Posaunen, Etude für vier Posaunen, 1987
- Choros für Kontratenor, Tenor, Bassbariton, großen gemischten Chor und Orchester, 1989
- Mémoire für Cello und Klavier, 1989
- Obliques III für Klavier, 1989
- Orchestrahl für großes Orchester, 1989
- Obliques II für Klavier, 1991
- Quatuor à cordes, 1992
- Symphonies pour cinq cuivres, 1992
- Trois Inventions für Orgel, 1993–2001
- Le Temps du souffle II für Saxophon, Posaune und Violine, 1994
- Trois Scènes für Orchester, 1996
- La Stravinskienne für Marimba, 1996
- Le Premier Cercle, Oper, 1999
- Concerto für Cello und Orchester, 1999–2000
- Mouvement, 2000
- Etude-Variation für Klavier, 2001
- Petit thème varié für eine oder zwei Violinen, 2002
- 6 duos für Violinen, 2002
- Adagio für Violine und Klavier, 2002
- Le temps du souffle III, 2003
- D’ombre et lumière für Alt solo, 2003
- Concerto für Klavier und Orchester, 2003–05
- Après Ein...Es Praeludium für Celloquartett, 2006